# Sandro Mazzola
Pour les articles homonymes, voir Mazzola (homonymie).
Alessandro Mazzola, dit Sandro Mazzola, né le 8 novembre 1942 à Turin, est un footballeur italien, évoluant au poste de milieu de terrain offensif. Il a effectué toute sa carrière avec l'Inter Milan. Il a remporté quatre titres de champion d'Italie, deux Ligues des champions, le Championnat d'Europe de football en 1968 et deux coupes intercontinentales.

## Biographie

### Enfance et jeunesse
Alessandro Mazzola est le fils d'Emilia et de Valentino Mazzola. Il naît à Turin quelques semaines après que son père, douze fois sélectionné en équipe d'Italie, ne commence à jouer pour le Torino Football Club. Son frère Ferruccio Mazzola, né deux ans plus tard, tire d'ailleurs son prénom de Ferruccio Novo, alors président du club.
Alors qu'il est encore enfant, son père quitte sa mère pour une femme plus jeune, et la famille subit des railleries et jalousies, dans une Italie où divorcer est encore illégal. Valentino Mazzola meurt le 4 mai 1949 dans le drame de Superga, alors qu'Alessandro n'a que six ans,. Alessandro Mazzola garde un souvenir contrasté des innombrables cérémonies de commémorations auxquelles il était obligé d'assister. Il vivait mal le fait d'être considéré par tout le monde comme le « pauvre petit Sandro » et dès qu'il en eut l'autorisation, il choisit de ne plus y assister, ce qu'il expliquera quelques années plus tard à La Stampa en affirmant qu'il « préfère souffrir seul ».
Après la mort de son père, la famille retourne vivre dans sa ville d'origine, à Cassano d'Adda. La vie y est difficile et sa mère Emilia, contrainte de retrouver un emploi, redevient institutrice. Sa famille profite de l'aide de Benito Lorenzi, avant-centre de l'Inter et ami proche de son père, qui inscrit Alessandro et son frère à des stages de football organisés par l'Inter. Il demande également à Emilia de laisser Alessandro et Ferruccio aller avec lui à Milan pour devenir les mascottes de l'équipe. Cette nouvelle qualité leur permet d'être associés à l'équipe et de gagner 10 000 lires pour une victoire et 5 000 pour un nul, ce qui représente des sommes considérables pour sa famille. L'attaquant Giuseppe Meazza, choqué par la catastrophe de Superga, s'est également beaucoup occupé des deux enfants.

### Débuts à l'Inter (1961-1965)
Il fait ses débuts en Série A en 1961 avec l'Inter Milan. 
Il joue son premier match lors d'un Derby d'Italie, le 10 juin 1961, à la suite de celui du 19 avril 1961, comptant pour l'avant-dernière journée du Série A 1960-1961. Après d'importants mouvements de foule à la 31e minute, l'Inter est jugée vainqueur sur tapis vert. Après appel de la Juventus, la Fédération italienne décide de faire rejouer le match : le président milanais, excédé, envoie une équipe de jeunes menée par Alessandro Mazzola. Le match, totalement déséquilibré, voit le derby d'Italie le plus prolifique en termes de buts, avec une large victoire de la Juventus sur le score de neuf buts à un, permettant aux Turinois de décrocher le titre. Le seul but de l'Inter est alors marqué par Alessandro Mazzola.Ce match est aussi marqué par la retraite sportive de Giampiero Boniperti qui donne ses crampons au responsable des équipements du club en disant « Prends-les. À moi, ils ne me serviront plus. Aujourd'hui, j'arrête le football. »,.
Alessandro Mazzola porte le numéro 10 comme son père et il surpassa ce dernier avec un beau palmarès acquis avec l'Inter Milan.
Il a eu aussi beaucoup de réussite sur le plan européen en gagnant deux Ligues des Champions en 1964 et 1965 et deux coupes intercontinentales ces mêmes années.
Il a joué plus de 400 matchs en Série A et marqué 116 buts. Il a remporté quatre titres de champion d'Italie en 1963, 1965, 1966 et 1971 et fut sacré meilleur buteur de Série A en 1965.

### Carrière internationale (1965-1974)
Mazzola a commencé sa carrière internationale en 1965 à l'occasion d'un match contre l'équipe du Brésil. Il a remporté le championnat d'Europe des nations en 1968, il a aussi participé aux coupes du monde de 1966, 1970 et 1974.
Le 14 janvier 1970, Mazzola participe aux huitièmes de finale de la Coupe des villes de foires 1969-1970, jouée face au FC Barcelone et remporté par l'Inter (1-2, 1-1).
Il termine 2e au Ballon d'or 1971, s'inclinant devant Johan Cruyff.
En 1972, il publie avec David Messina le livre « Apprenez le football avec Sandro Mazzola ».
Il a joué 70 matchs avec l'équipe d'Italie et marqué 22 buts.

### Carrière de dirigeant et de journaliste
Après avoir fait partie de l'encadrement à l'Inter Milan, il est ensuite directeur sportif du Torino FC. Il devient ensuite commentateur sportif pour Rai Sport.
En 2012, il écrit son autobiographie, « Ho scelto di stare davanti alla porta ».

## Style de jeu
Alessandro Mazzola était « un joueur créatif et offensif ».

## Notoriété et postérité

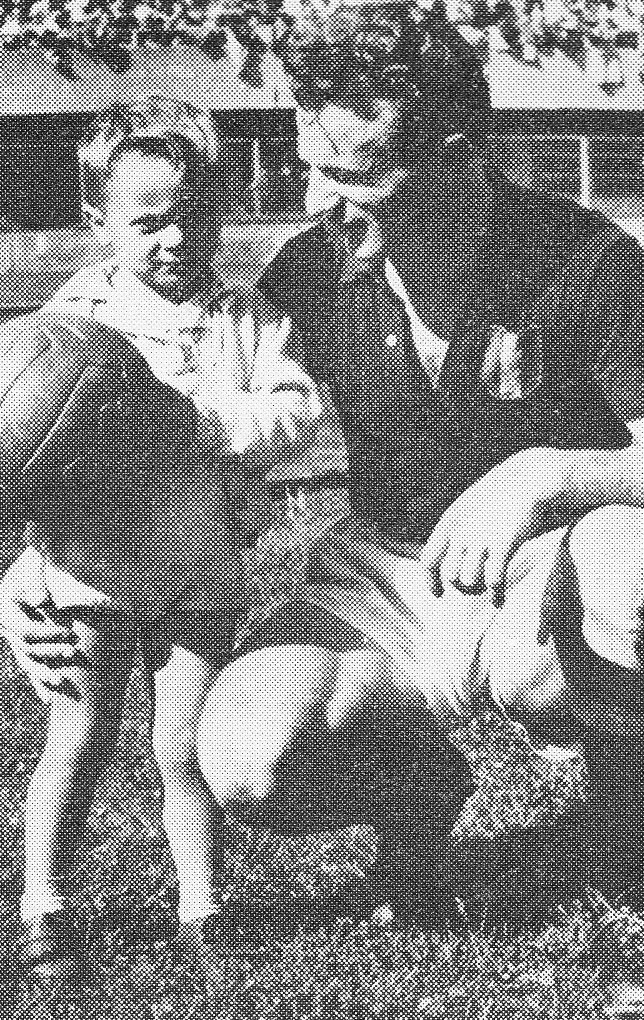
AC Torino (années 1940) - Sandro & Valentino Mazzola.

Avec sa moustache et sa coiffure distinctive, Mazzola se distinguait aussi sur le terrain de par son style sans pour autant imiter son père Valentino Mazzola qui dégageait une « calme élégance » sur les terrains, étant en quelque sorte le « pin-up boy » du Torino. Il devient rapidement une star internationale. En 2008, il explique dans une interview qu'il avait « deux fois plus de supporters car [il avait] également récupéré ceux de [son] père ».

## Palmarès et statistiques

### Palmarès
Alessandro Mazzola a joué pour un seul club pendant toute sa carrière : l'Inter Milan dont il porta le maillot durant 17 saisons. À sa retraite sportive, il a participé à l'obtention de quatre Championnats d'Italie, deux Coupe des clubs champions européens et deux Coupes intercontinentales.
Avec l'équipe d'Italie, où il est sélectionné à 70 reprises, il remporte le Championnat d'Europe de football 1968 et est finaliste de la Coupe du monde de football 1970.
- 4 titres de champion d'Italie en 1963, 1965, 1966 et 1971[9]
- 2 titres en Ligue des champions Européens, en 1964 et 1965[9]
- 2 coupes intercontinentales en 1964 et 1965[9]
- 1 Championnat d'Europe de football en 1968 avec l'équipe d'Italie[9]
- Finaliste de la Coupe du monde 1970 avec l'équipe d'Italie [9]
- Double finaliste de la Coupe d'Europe des clubs champions en 1967 contre le Celtic Glasgow et en 1972 contre l'Ajax Amsterdam avec l'Inter Milan[9]

### Statistiques
- Championnat : 418 matchs, 116 buts
- Coupes européennes : 67 matchs, 18 buts
- Coupes nationales : 80 matchs, 24 buts
- Équipe d'Italie : 70 matchs, 5 fois capitaine, 22 buts[10],[1],[9]
- Total de compétitions officielles : 635 matchs, 180 buts soit 0,28 but par match.